# В'єтнамська кухня
В'єтнамська кухня (в'єт. Ẩm thực Việt Nam) налічує понад 500 національних страв.
Рис і локшина — основні продукти, що присутні у всіх харчових закладах. Найпопулярніші страви — локшина з нарізною свининою, яйцями, курчам і креветками, молюски з морськими крабами, обсмажені із сіллю. Серед звичайних компонентів, що використовуються для приготування страв: качка, свинина, риба, спеції, овочі і фрукти, м'ясо крабів, омарів та устриць. 

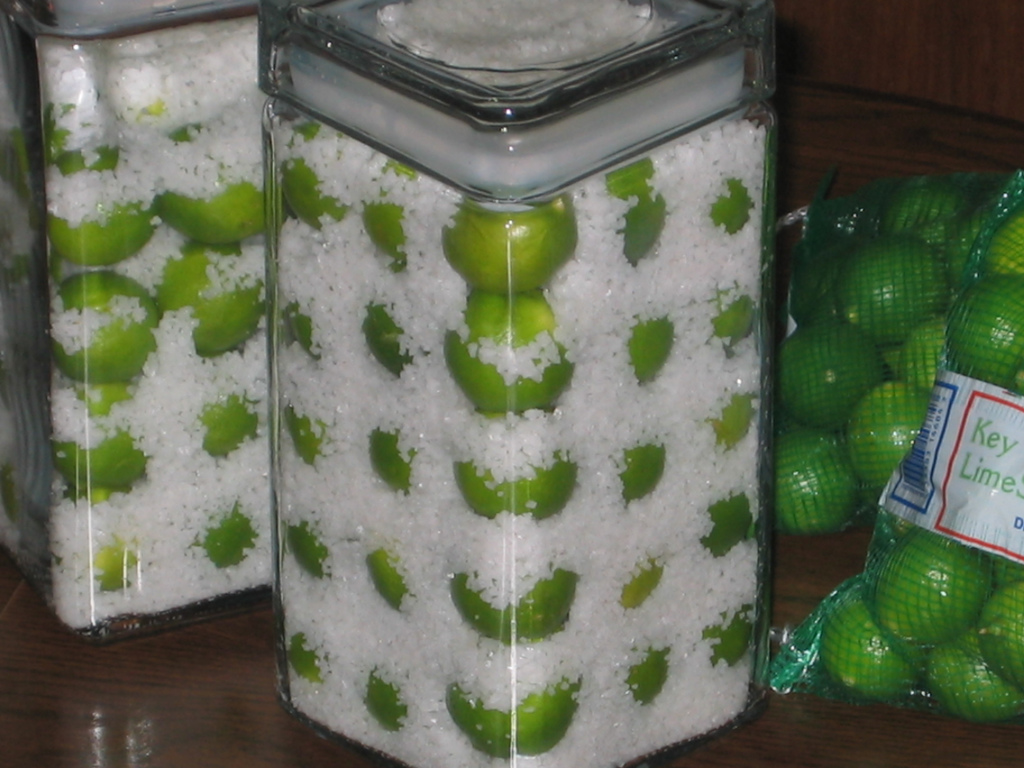
Засолені лайми для чан муоі

Серед напоїв дуже популярним є рисове вино, солоний лимонад чан муоі, сік цукрової тростини. Крім цього, представлений численний асортимент вин з абрикосу, апельсину і лимону.[джерело?]
Ціни коливаються від 2,5 до 25 дол. США з однієї особи.[джерело?] У маленьких ресторанах обід на чотирьох може коштувати 10-12 дол. США.[джерело?] Там за півціни можна отримати не тільки обід, але й різноманітні в'єтнамські делікатеси, а також страви з дичини, морепродуктів, жаб і трепанга, змій і черепах. Але особливо популярні у В'єтнаму закусочні, що спеціалізуються на супі «фо» (суп — локшина з яловичиною або курячим м'ясом), дуже смачній і дешевій національній страві.
Витрати на харчування у В'єтнамі визнані[ким?] наймінімальнішими у світі, оскільки там цілий рік вдосталь продуктів і особливо фруктів. У будь-який час року на столі великий вибір фруктів: від звичних апельсинів, мандаринів, ананасів і бананів до соковитих і живильних фруктів, як хлібне дерево, летчі, драконове око, лукума (яєчний фрукт), папая і хризофіллум (молочні груди).[джерело?]
Рекомендується не пити воду з-під крану. Непогано мати із собою пляшку мінеральної води, це захистить вас від зневоднювання організму.

## Типові страви

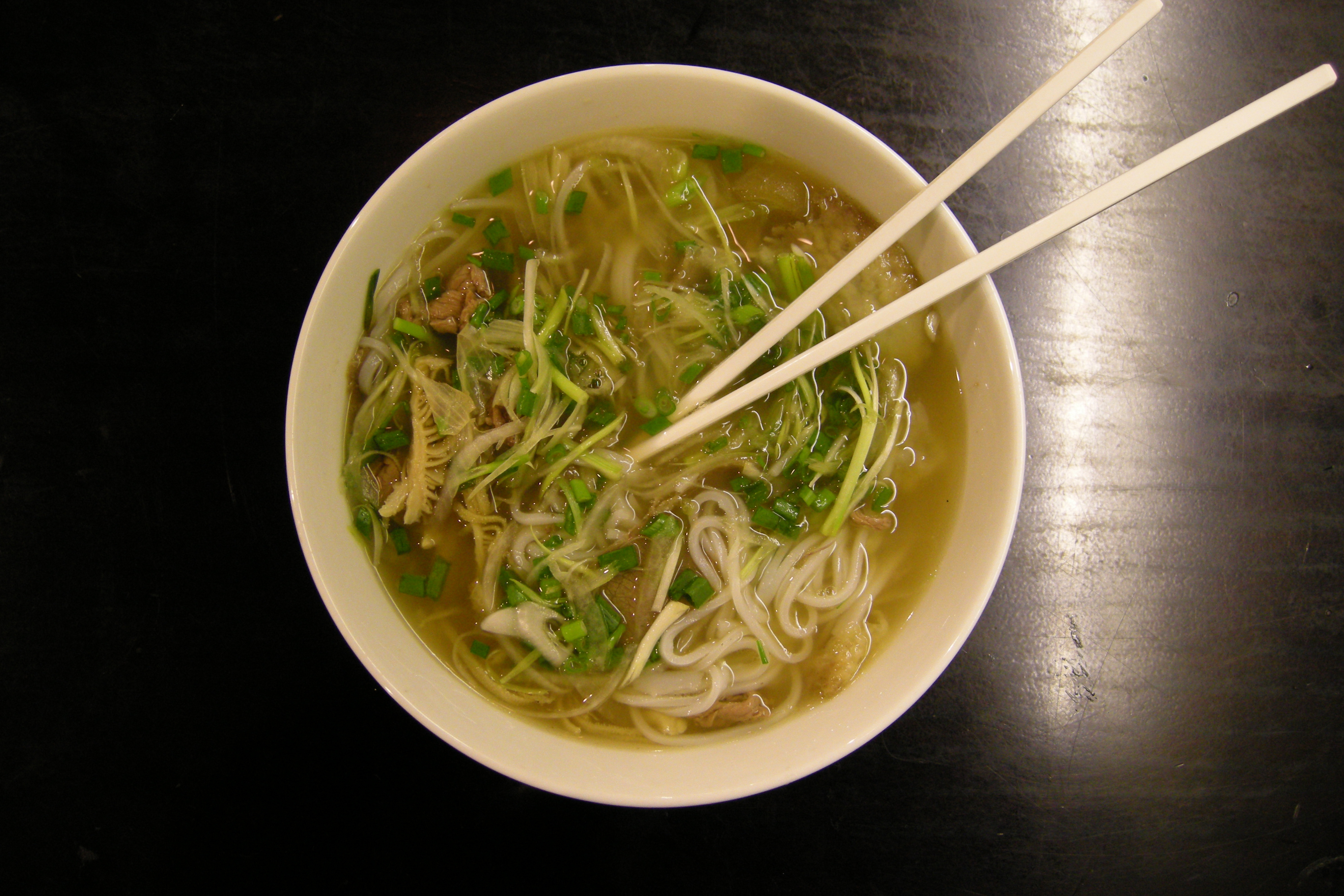
Фо

- Бань бао — булочки зі свининою, часником, грибами та овочами
- Бань чунг — рис зі свининою, бобами та сезамом, загорнутий в бананове листя
- Бун бо хуе — гострий суп з рисовою локшиною та яловичиною
- Фо — суп з рисовою локшиною та яловичиною, куркою, часником, овочами тощо.